# Contea di Amador
La contea di Amador, in inglese Amador County, è una contea dello Stato della California, negli Stati Uniti. La popolazione al censimento del 2000 era di 35 100 abitanti. Il capoluogo di contea è Jackson.

## Geografia fisica
La contea si trova nel centro-est dello Stato, sulla Sierra Nevada. L'U.S. Census Bureau certifica che l'estensione della contea è di 1566 km², di cui 1536 km² composti da terra e i rimanenti 30 km² composti di acqua. I fiumi principali sono Sutter Creek, Cosumnes River, Mokelumne River, e Jackson Creek, mentre i laghi principali sono Lake Amador, Lake Camanche, Pardee Reservoir, Bear River Reservoir e Silver Lake.

### Contee confinanti
- Contea di El Dorado - nord
- Contea di Alpine - est
- Contea di Calaveras - sud
- Contea di San Joaquin - sud-ovest
- Contea di Sacramento - ovest

## Storia
La Contea di Amador fu costituita nel 1854 da parti delle contee di Calaveras ed El Dorado. Nel 1864, parte del territorio della contea fu ceduto alla contea di Alpine. Il nome della contea deriva da José María Amador (Presidio di San Francisco, 8 dicembre 1794 – Watsonville, 12 giugno 1883 ma sepolto a Gilroy), soldato, ranchero e minatore, figlio del sergente Pedro Amador (ca. 1735–1824), un soldato spagnolo stabilitosi in California nel 1771. Nel 1848, José María Amador insieme a molti nativi americani, fondò un campo per l'estrazione dell'oro vicino all'attuale Amador City.

## Infrastrutture e trasporti

### Principali strade ed autostrade
- California State Route 16
- California State Route 26
- California State Route 49
- California State Route 88
- California State Route 104
- California State Route 124

## Comuni[7]

### Cities
- Amador City
- Ione
- Jackson (capoluogo)
- Plymouth
- Sutter Creek

### Comunità non incorporate
- Fiddletown
- Jackson Rancheria
- Pine Grove
- Pioneer
- River Pines
- Volcano